# Flora (Oregon)
Flora az Amerikai Egyesült Államok északnyugati részén, Oregon állam Wallowa megyéjében, az Oregon Route 3 közelében elhelyezkedő önkormányzat nélküli település. Területén hat bánya található.
Névadója az 1890 és 1966 között működő posta vezetőjének, A. D. Buzzardnak lánya. Az 1915-ben megnyílt iskola szerepel a történelmi helyek jegyzékében.
Az 1897-ben alapított települést a térség „a legjelentősebb bukásra ítélt városaként” tartották számon.

## Fordítás
- Ez a szócikk részben vagy egészben  a   Flora, Oregon című angol Wikipédia-szócikk ezen változatának fordításán alapul.  Az eredeti cikk szerkesztőit annak laptörténete sorolja fel. Ez a jelzés csupán a megfogalmazás eredetét és a szerzői jogokat jelzi, nem szolgál a cikkben szereplő információk forrásmegjelöléseként.